# Intel 80486
Intel 80486 ili samo i486 procesor je iz serije x86. 32-bitan je procesor kao i Intel 80386. Predstavljen je 1989. Prvi je procesor s cjevovodima. Također je i prvi procesor koji ima više od milijun tranzistora, točnije 1.3 milijuna tranzistora.
50 MHz 80486 dostizao je 50 MIPSa (u početku 41 milijun instrukcija u sekundi). Zadnji je procesor čiji naziv započinje prefiksom (80)486 jer nakon njega Intel novu seriju x86 procesora naziva Pentium. Razvio ga je Pat Gelsinger.

## Modeli
- i486DX — Originalni čip bez dupliranja takta.
- i486DX-S — SL poboljšani 486DX
- i486DXL — 486DX sa SMM (System Management Mode) i štednjom energije.
- i486SX — i486DX bez FPU
- i486SX-S — SL poboljšani 486SX
- i486SXL — 486SX sa SMM (System Management Mode)i štednjom energije.
- i486DX2 — dvostruk unutarnji takt procesora s obzirom na vanjsku sabirnicu.
- i486SX2 — i486DX2 bez FPUa.
- i486SL — i486DX sa smanjenom potrošnjom, za prijenosnike.
- i486SL-NM — i486SL temleljen na i486SX
- i487SX — sličan i486DX
- i486 OverDrive — i486SX, i486SX2, i486DX2 ili i486DX4. Radio kao i i487SX kad se ubacio u Overdrive utor.

|  | Model            | Max takt clock               | Voltage    | L1-Cache | Predstavljen                                          |
|  | ---------------- | ---------------------------- | ---------- | -------- | ----------------------------------------------------- |
|  | i486DX (P4)      | 20,25,33 MHz; 50 MHz         | 5V         | 8 KB WT  | travanj 1989; travanj 1989; svibanj 1990; lipanj 1991 |
|  | i486SL           | 20,25,33 MHz                 | 5V or 3.3V | 8 KB WT  | studeni 1992                                          |
|  | i486DXL          | ?                            | ?          | 8 KB WT  | ?                                                     |
|  | i486SX (P23)     | 16,20,25 MHz (33 MHz)        | 5V         | 8 KB WT  | rujan 1991 (rujan 1992)                               |
|  | i486DX2 (P24)    | 40/20, 50/25 MHz (66/33 MHz) | 5V         | 8 KB WT  | ožujak 1992 (kolovoz 1992)                            |
|  | i486DX-S (P4S)   | 33 MHz; 50 MHz               | 5V or 3.3V | 8 KB WT  | lipanj 1993                                           |
|  | i486DX2-S (P24S) | 40/20, 50/25 MHz (66/33 MHz) | 5V or 3.3V | 8 KB WT  | lipanj 1993                                           |
|  | i486SX-S (P23S)  | 25,33 MHz                    | 5V or 3.3V | 8 KB WT  | lipanj 1993                                           |
|  | i486SXL          | ?                            | ?          | 8 KB WT  | ?                                                     |
|  | i486SX2          | 50/25, 66/33 MHz             | 5V         | 8 KB WT  | ožujak 1994                                           |
|  | IntelDX4 (P24C)  | 75/25, 100/33 MHz            | 3.3V       | 16 KB WT | ožujak 1994                                           |
|  | IntelDX4WB       | 100/33 MHz                   | 3.3V       | 16 KB WB | listopad 1994                                         |
|  | i486DX2WB (P24D) | 50/25, 66/33 MHz             | 5V         | 8 KB WB  | listopad 1994                                         |
|  | i486DX2 (P24LM)  | 90/30 MHz; 100/33 MHz        | 2.5-2.9V   | 8 KB WT  | 1994                                                  |

## Vanjske poveznice
- Intel486
- Intel 80486 slike i objašnjenja sacpu-collection.de